# Арбат
Ву́лиця Арба́т (іноді неофіційно «Старий Арбат» — для відрізнення від Нового Арбата) — найстаріша вулиця Москви, що знаходиться в одному з її історичних районів.

## Опис
Розташована між Арбатською і Смоленською площами в Центральному адміністративному окрузі міста Москви на території району «Арбат». На Арбаті знаходиться ряд визначних пам'яток, зокрема, Державний академічний театр імені Є. Вахтангова, будинки, пов'язані з життям відомих діячів культури — поетів О. С. Пушкіна, Андрія Білого та Б. Ш. Окуджави (Пушкіну і Окуджаві на Арбаті поставлені пам'ятники), художника С. В. Іванова, композитора О. Н. Скрябіна і дуже багатьох інших, стіна пам'яті рок-музиканта Віктора Цоя, що знаходиться в Кривоарбатському провулку. У будинку № 9 з 1998 року розташований Національний культурний центр України в Москві — центр культурного життя московської української діаспори.

## Галерея

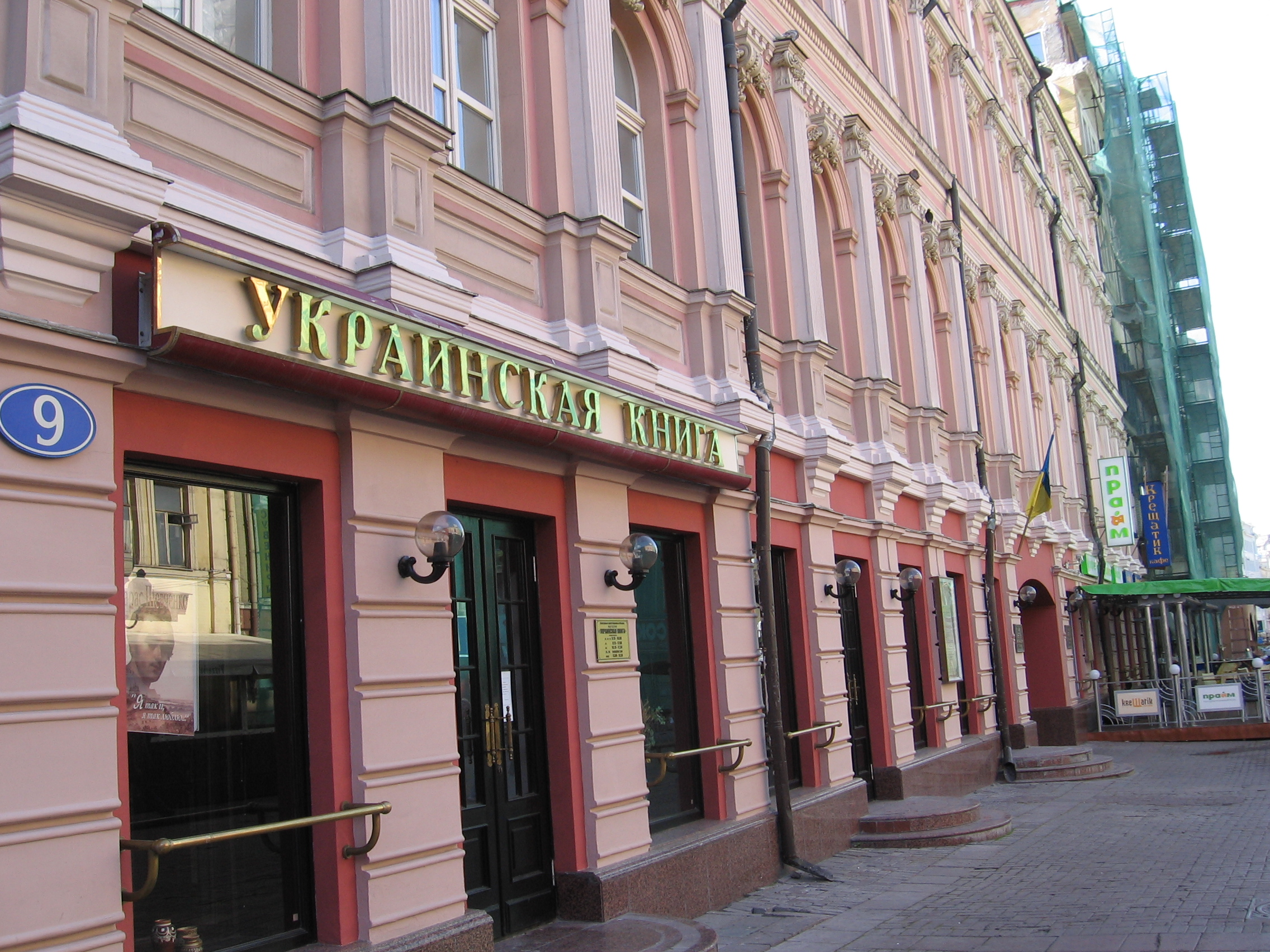
Українська книгарня на Арбаті.
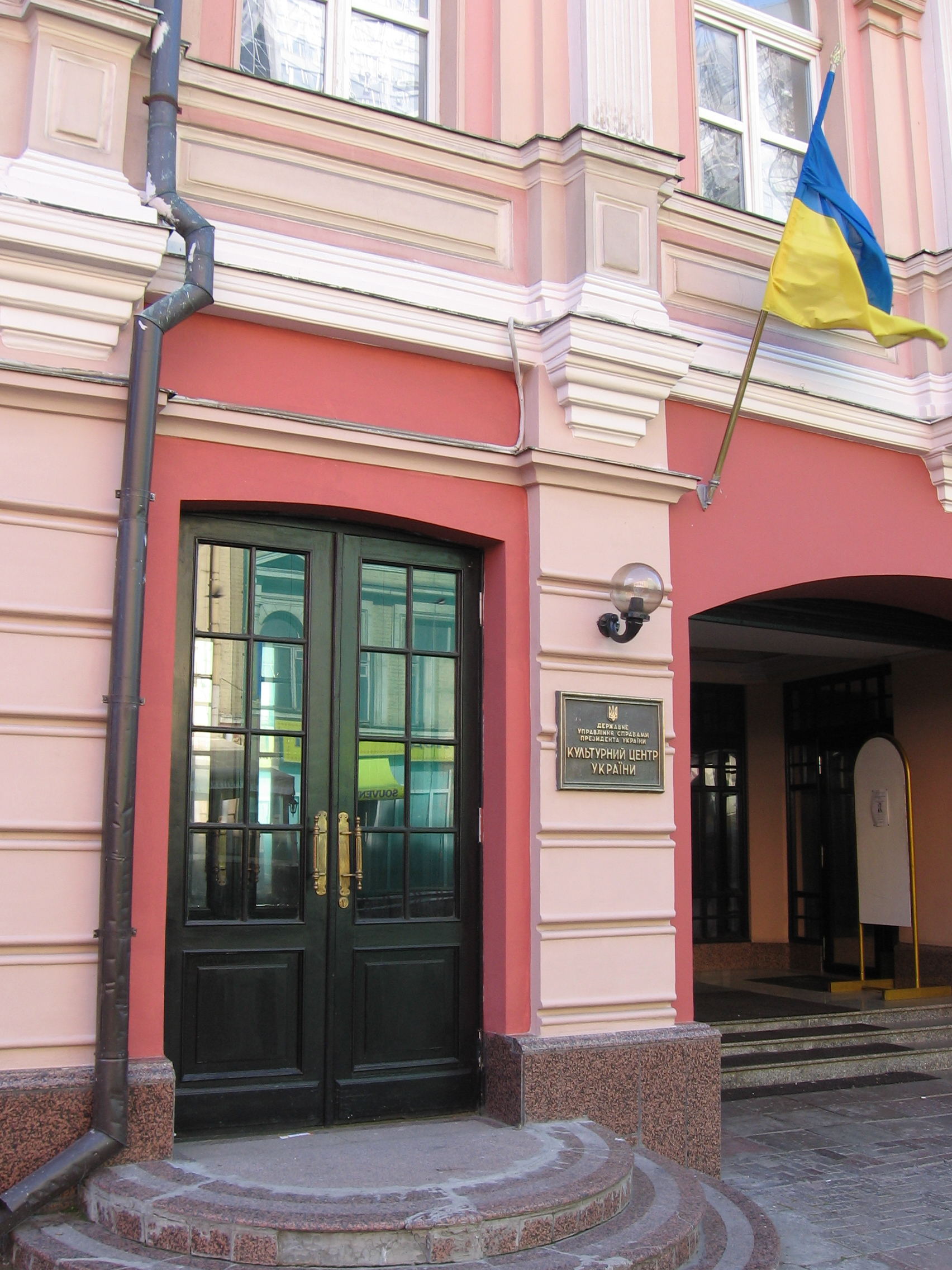
Культурний центр України у Москві на Арбаті.